# Labeo lunatus
Labeo lunatus är en fiskart som beskrevs av Jubb, 1963. Labeo lunatus ingår i släktet Labeo och familjen karpfiskar. IUCN kategoriserar arten globalt som livskraftig. Inga underarter finns listade i Catalogue of Life.